# Cameron Cartio
Cameron Cartio (Teherán, Irán, 9 de abril de 1978), de nombre de soltero Kamran, es un cantante y escritor de canciones irano-sueco. Su nombre es la palabra persa para "afortunado". Con 8 años de edad, emigró con su familia desde Irán a Barcelona, España. Un año después se mudaron a Malmoe, en el sur de Suecia. Cameron y su familia viven actualmente en Rosengård. Canta y habla de forma fluida persa, inglés, sueco y español. Su hermano mayor, Alec Cartio, es director de videos musicales y productor de música. Alec dirigió el video musical de la canción "Ni Na Nay". 
Cameron se estrenó en el Melodifestivalen 2005 con su canción "Roma". El texto de la canción fue escrito en un idioma inventado, o como él lo denomina "lengua no fronterizo del amor". Hizo una versión española de la canción.
Es popular en Suecia, España, Grecia, Irán, y en países otros del Oriente Medio. Su canción "Henna" (escrita parcialmente en lengua árabe), y su colaboración con Khaled le hizo popular en todo el Oriente Medio.

## Álbumes
- Borderless
  - Ni Na Nay
  - Henna (con Khaled)
  - Sandy
  - Leyli
  - Roma
  - Ironiam
  - Madaram
  - Barone
  - Toi Azizam
  - Roma Remix
  - Henna Extended
  - Henna (Versión de videoclip)
  - Roma (Versión de videoclip)

## Singles
- Roma (por Melodifestivalen)
- Barone
- Rahatam Man Joz ba Too
- Henna (with Khaled)(2005)
- Henna (Versión española con Khaled)(2006)
- Ni Na Nay